# Гряди (Курська область)
Гряди (рос. Гряды) — присілок в Конишевському районі Курської області Російської Федерації.
Населення становить 72 особи. Входить до складу муніципального утворення Платавська сільрада.

## Історія
Населений пункт розташований на території українського етнічного та культурного краю Східна Слобожанщина.
Від 2004 року входить до складу муніципального утворення Платавська сільрада.

## Населення
| 2002 | 2010 |
| ---- | ---- |
| 109  | ↘72  |